# (161) Athor
(161) Athor est un astéroïde de la ceinture principale découvert par James Craig Watson le 19 avril 1876 à l'observatoire de Détroit et nommé d'après Hathor, une déesse de la fertilité égyptienne.
Une occultation a été observée, le 15 octobre 2002 aboutissant à une évaluation de diamètre de 47,0 kilomètres.